# Maison noble de Luxurguey

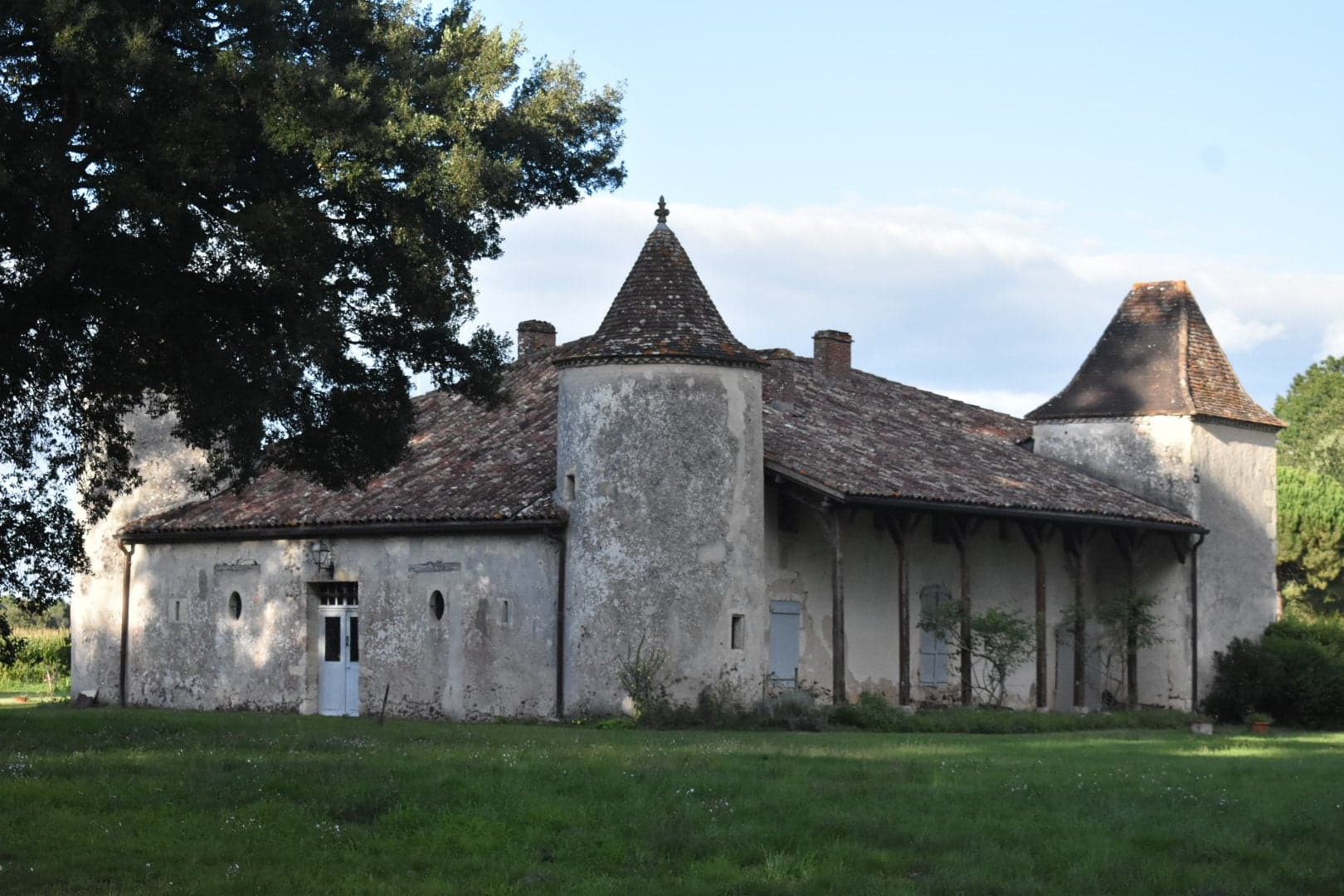
Maison noble de Luxurguey.

La maison noble de Luxurguey est un édifice situé à environ 6 km au sud-ouest de la commune d'Allons, en Lot-et-Garonne.

## Localisation
L'édifice est situé dans le département français de Lot-et-Garonne, sur la commune de Allons.

## Historique
Le manoir remonte au XVIIe siècle pour ses parties les plus anciennes. C'est une maison landaise traditionnelle. Le logis principal carré a été cantonné de tours à chaque angle, deux rondes et deux carrées, pour en assurer une protection nécessaire dans une région qui a connu des troubles. Le logis principal a adopté le plan traditionnel des maisons landaises : peu ouvert à l'ouest car exposé aux vents dominants, un couloir central orienté est-ouest dessert six pièces placées de part et d'autre et aboutit à l'est à un escalier permettant d'accéder à l'étage. La charpente de la grande salle ressemble à la coque d'un navire renversé.
Les communs abritent des habitations et sont prolongés par une grange et une étable.
Le manoir a été modifié au XIXe siècle.
Les façades et toitures du logis sont inscrites au titre des monuments historiques le 27 décembre 1993.